# Fabryka Drucianka w Warszawie

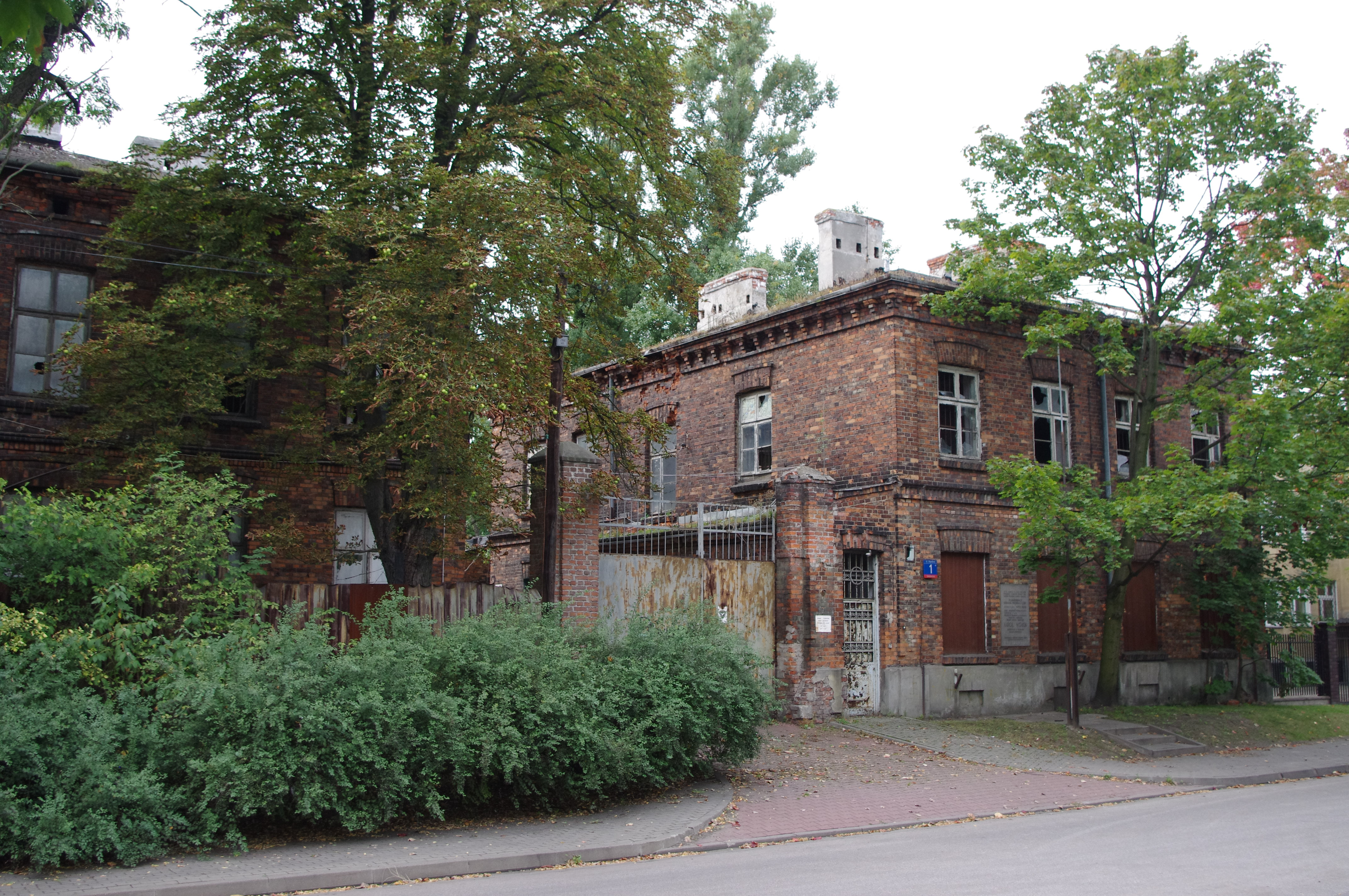
Wejście na teren dawnego przedsiębiorstwa od strony ul. Objazdowej (2012)

Fabryka „Drucianka” w Warszawie, właśc. Belgijska Spółka Akcyjna Warszawskiej Fabryki Drutu, Sztyftów i Gwoździ, po 1945 roku Warszawska Fabryka Sprężyn im. Karola Wójcika – nieistniejące już przedsiębiorstwo z siedzibą przy ul Objazdowej 1, w dzielnicy Praga-Północ w Warszawie.

## Historia
Przedsiębiorstwo zostało utworzone w 1899 roku pod firmą Belgijska Spółka Akcyjna Warszawskiej Fabryki Drutu, Sztyftów i Gwoździ, szybko stając się głównym producentem gwoździ, łańcuchów, siatki metalowej i drutu kolczastego na terenie ówczesnego Królestwa Polskiego. Ze względu na produkowany asortyment nazywana była popularnie „Drucianką”. Zarząd spółki mieścił się w Brukseli, w Belgii. Zabudowania fabryki powstały przy ul. Objazdowej, sięgając do ul. Wojnickiej.
W 1918 roku robotnicy fabryki uczestniczyli w rozbrajaniu Niemców.
W dwudziestoleciu międzywojennym fabryka zatrudniała ok. 360 osób. W tym okresie zakład był ważnym ośrodkiem ruchu robotniczego w Warszawie, a jego pracownicy organizowali strajki przeciwko złym warunkom pracy i niskim płacom między innymi w latach: 1914 (domagano się podwyżki płac), 1916 (domagano się żywności i odzieży ochronnej), 1934/1935 (protestowano przeciwko obniżkom płac), a także często angażowali się w działania organizacji komunistycznych, między innymi Karol Wójcik – członek Socjaldemokracji Królestwa Polskiego i Litwy (SDKPiL) i Komunistycznej Partii Polski (KPP). W 1919 roku w fabryce przeprowadzono rewizję, powodem było podejrzenie ukrycia broni zarekwirowanej rok wcześniej Niemcom i mającej służyć prawdopodobnie przyszłej komunistycznej milicji narodowej, mającej powstać gdyby bolszewicy zajęli Warszawę.
Podczas kampanii wrześniowej, zakład został zbombardowany, a część budynków uległa zniszczeniu lub utraciła dachy na skutek pożaru. Od połowy 1940 roku na terenie zakładu zaczęła ukazywać się konspiracyjna gazeta, o czym powiadomił Gestapo jeden z konfidentów przekazując także listę robotników czytających ją. Robotnicy zostali aresztowani w październiku 1940 roku, podczas zorganizowanej akcji Gestapo, które wkroczyło na teren fabryki aresztując ponad 30 pracowników, w tym Karola Wójcika. Robotnicy zostali następnie deportowani do obozu koncentracyjnego KL Auschwitz. Z aresztowanych robotników wróciło pięciu.
W 1944 roku, na polecenie Władysława Dworakowskiego, na terenie fabryki powstał komitet samoobrony mający na celu ochronę zakładu przed grabieżą i zniszczeniem. W okresie powstania warszawskiego, komitet podczas ewakuacji fabryki przez Niemców, zdołał ukryć pasy transmisyjne, smary, cynk, ołów, silniki elektryczne oraz wagony z węglem, drutem i inne materiały produkcyjne. W czasie walk o wyzwalanie Pragi we wrześniu 1944 roku fabryka uległa spaleniu. Ocalał budynek magazynu wyrobów gotowych, który posłużył do odbudowy zakładu w okresie powojennym.
W 1946 roku zakład został znacjonalizowany i przyjął nazwę − Warszawska Fabryka Drutu i Gwoździ im. Karola Wójcika, na cześć jej robotnika zamordowanego w KL Auschwitz, w 1941 r. W 1951 przy wejściu do fabryki odsłonięto tablicę upamiętniającą Karola Wójcika.
W 1952 roku zakład uległ przekwalifikowaniu zmieniając nazwę na – Warszawska Fabryka Sprężyn im. Karola Wójcika i specjalizując się w wyrobie sprężyn dla przemysłu motoryzacyjnego, lotniczego i rolniczego. Jednym z odbiorców było między innymi FSO Żerań. Zakład zakończył działalność w 2000 roku. Opuszczone budynki fabryczne przez lata ulegały aktom wandalizmu oraz systematycznie były rozkradane przez złomiarzy.
Starania w sprawie ocalenia fabryki podjęło Praskie Stowarzyszenie Mieszkańców „Michałów”, jednak długo na przeszkodzie we wpisaniu obiektu do rejestru zabytków stał problem ze skontaktowaniem się z dwojgiem z wietnamskich właścicieli do których należały między innymi budynki remizy i hali produkcyjnej. Pozostała część budynków należy do miasta i PKP.
W 2010 roku zespół dawnej fabryki został wpisany do rejestru zabytków.
W 2022 roku rozpoczęto prace przygotowawcze mające na celu odrestaurowanie zabytkowych budynków z przeznaczeniem na cele handlowo-usługowe i eventowe oraz wstawienie pomiędzy nie trzech sześciokondygnacyjnych biurowców.